# Universitat de Grenoble-Alps
La Universitat de Grenoble-Alps (Université Grenoble-Alpes) és una institució i universitat francès dedicada a la recerca i la investigació, situada a la ciutat de Grenoble, Isèra. Es dedica sobretot a la tecnologia, ciència i enginyeria, però també a altres temes. Va ser creada el 1339.

## Famós professor
- Charles Lory, geòleg francès